# Iwonicz-Zdrój
Iwonicz-Zdrój est une ville de Pologne, située dans le sud-est du pays, dans la voïvodie des Basses-Carpates. Elle est le chef-lieu de la gmina de Iwonicz-Zdrój, dans le powiat de Krosno.